# Succisa pratensis

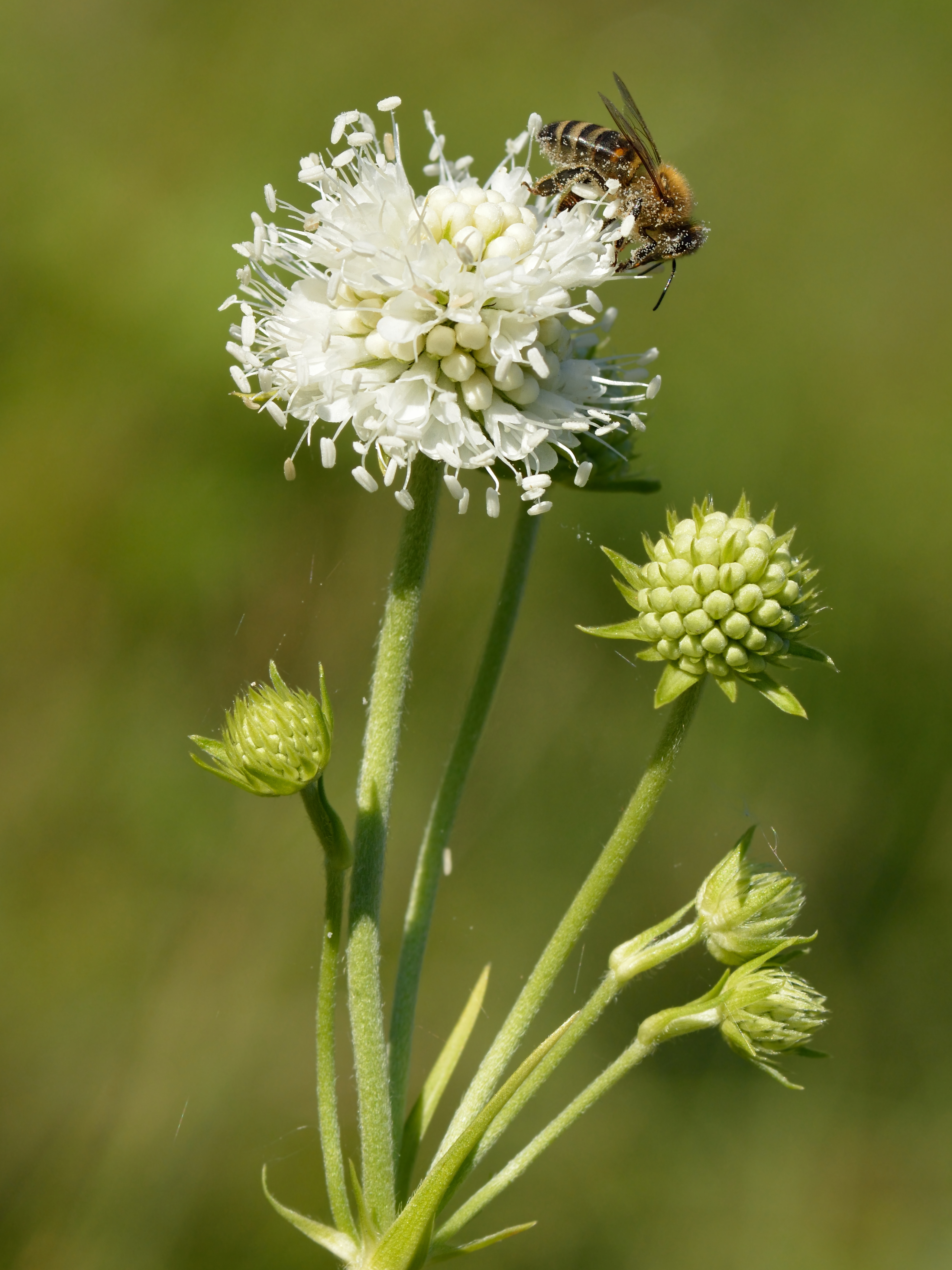

Succisa pratensis é uma espécie de planta com flor pertencente à família Dipsacaceae.
A autoridade científica da espécie é Moench, tendo sido publicada em Methodus Plantas Horti Botanici et Agri Marburgensis : a staminum situ describendi 489. 1794.

## Portugal
Trata-se de uma espécie presente no território português, nomeadamente em Portugal Continental e Arquipélago da Madeira.
Em termos de naturalidade é nativa das duas regiões atrás indicadas.

## Protecção
Não se encontra protegida por legislação portuguesa ou da Comunidade Europeia.